# Sim ou Não
"Sim ou Não" é uma canção da artista musical brasileira Anitta, com a participação do artista musical colombiano Maluma, sendo lançada em 28 de julho de 2016 pela Warner Music. Foi composta pela própria Anitta, junto com Umberto Tavares e Jefferson Junior, além das partes em espanhol terem sido compostas por Maluma. Em outubro de 2016, entrou para a trilha sonora do filme É Fada!. No dia 9 de dezembro de 2016 foi lançada a versão completamente em espanhol da música sob o título de "Sí o No".

## Vídeo musical
O vídeo musical da canção foi gravado no dia 4 de julho de 2016 em uma boate na Cidade do México, sendo dirigido pelo dominicano Jessy Terrero, que já trabalhou com artistas como Enrique Iglesias, Anahí, Ricky Martin e Jennifer Lopez.
Um novo vídeo musical para a versão em espanhol foi gravado foi lançado no dia 9 de dezembro, sendo dirigido pelo dominicano Jessy Terrero responsável pela versão original do vídeo.

## Apresentações ao vivo
A primeira apresentação da canção aconteceu no programa global Caldeirão do Huck, em 06 de agosto de 2016. Anitta performou a canção no programa Encontro com Fátima Bernardes em 17 de agosto. Cantou em 23 de agosto no programa apresentado por ela, Música Boa Ao Vivo, no Multishow. Apresentou a canção no Programa da Sabrina em 27 de agosto e no dia seguinte, cantou no Hora do Faro, ambos programas da Rede Record. No dia 09 de novembro performou a canção no palco do X Factor, na Rede Bandeirantes. Anitta performou a canção na 21ª edição dos Melhores do Ano da Rede Globo. Todas essas apresentações aconteceram sem a presença do cantor Maluma. Nos dias 29 e 30 de abril de 2017, Anitta e Maluma fizeram dois shows no Brasil, um no Rio de Janeiro e outro em São Paulo, que juntos, reuniram mais de 15 mil pessoas. Em 7 de maio do mesmo ano, apresentaram o single no programa Música Boa Ao Vivo no canal Multishow. No dia 10 de maio apresentaram "Sim ou Não" no programa Altas Horas, da Rede Globo. No dia 11 do mesmo mês, Anitta cantou novamente a canção no programa Hora do Faro na Record, dessa vez com a participação de Maluma.

## Desempenho comercial
No Brasil, a canção estreou em primeiro lugar no iTunes, já no México, entrou em 200º, chegando a posição 60º.

## Lista de faixas
| Download digital |                                       |                                                                  |         |  |
| N.º              | Título                                | Compositor(es)                                                   | Duração |  |
| 1.               | "Sim ou Não (participação de Maluma)" | Larissa Machado, Umberto Tavares, Jefferson Junior, Juan Londoño | 3:26    |  |
| 2.               | "Sí o No (participação de Maluma)"    | Machado, Tavares, Junior, Londoño                                | 3:26    |  |

## Prêmios e indicações
| Ano  | Prêmio                                | Indicação             | Resultado |
| ---- | ------------------------------------- | --------------------- | --------- |
| 2016 | Capricho Awards                       | Melhor Clipe Nacional | Indicado  |
| 2016 | Capricho Awards                       | Melhor Hit Nacional   | Venceu    |
| 2016 | Caldeirão de Ouro                     | As 10+ do Ano         | 4º Lugar  |
| 2017 | Troféu Internet                       | Melhor Música         | Indicado  |
| 2017 | Prêmio Multishow de Música Brasileira | Melhor Música         | Venceu    |

## Desempenho nas tabelas musicais
| Tabela musical (2016/17)                             | Melhor posição |
| ---------------------------------------------------- | -------------- |
| Brasil (Billboard Hot 100 Airplay)                   | 15             |
| Brasil (Billboard Hot Pop & Popular)                 | 7              |
| Brasil (Billboard Regional São Paulo Hot Songs)      | 1              |
| Brasil (Billboard Regional Florianópolis Hot Songs)  | 1              |
| Brasil (Billboard Regional Fortaleza Hot Songs)      | 1              |
| Brasil (Billboard Regional Recife Hot Songs)         | 1              |
| Brasil (Billboard Regional Rio de Janeiro Hot Songs) | 1              |
| Brasil (Billboard Regional Salvador Hot Songs)       | 2              |
| Brasil (Billboard Regional Brasília Hot Songs)       | 6              |
| Chile (Monitor Latino)                               | 15             |
| Chile Pop Songs (Monitor Latino)                     | 9              |
| México (Billboard México Español Airplay)            | 13             |
| Portugal (Top 50)                                    | 45             |

| Tabela musical (2016)              | Melhor posição |
| ---------------------------------- | -------------- |
| Brasil (Billboard Hot 100 Airplay) | 52             |